# Opstand van Alpujarras (1499–1501)

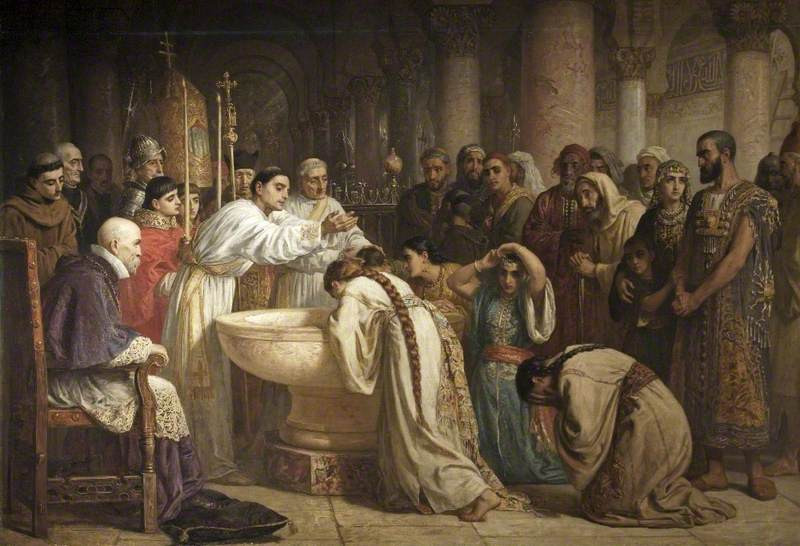
Gedwongen bekeringen onder Francisco Jiménez de Cisneros werden beschouwd als schendingen van het Verdrag van Granada en waren de belangrijkste oorzaak van de rebellie.

De Opstand van de Alpujarras (1499-1501), soms de Eerste oorlog van de Alpujarras of de Eerste Morisco opstand genoemd, was een reeks opstanden door de moslimbevolking van het koninkrijk Granada tegen hun katholieke heersers.

## Geschiedenis
De opstand begon in 1499 in de stad Granada in reactie op massale gedwongen bekering van de moslimbevolking tot het katholieke geloof, die werden gezien als schendingen van het Verdrag van Granada (1491). De opstand in de stad stierf snel uit, maar werd gevolgd door serieuzere opstanden in het nabijgelegen bergachtige gebied van de Alpujarras. De katholieke troepen, soms persoonlijk geleid door koning Ferdinand, slaagden erin de opstanden te onderdrukken en eisten zware straffen voor de moslimbevolking.
De katholieke heersers gebruikten deze opstanden als een rechtvaardiging om het Verdrag van Granada en de door het verdrag gegarandeerde rechten van de moslims af te schaffen. Alle moslims van Granada moesten zich vervolgens bekeren tot het katholicisme of werden verdreven, en in 1502 waren deze gedwongen bekeringen van toepassing op heel Castilië. Ze waren echter niet van toepassing in de koninkrijken Valencia of Aragón.